# V598 Puppis
V598 Puppis é uma nova na galáxia Via Láctea. A estrela foi catalogada como USNO-A2.0 0450-03360039, foi descoberta em 9 de outubro de 2007 por emitir mais raio-X que o normal, pelo telescópio XMM-Newton, da Agência Espacial Europeia. Recentemente foi confirmado que a estrela emite 600 vezes mais raio-X que o normal. Essa confirmação foi feita pelo telescópio Magellan-Clay, no Observatório Las Campanas, no Chile.
A nova foi oficialmente nomeada de V598 Puppis e é "uma das mais brilhantes de quase uma década". Apesar de seu brilho, a nova estava aparentemente perdida por astrônomos amadores e profissionais até que o telescópio XMM-Newton avistou uma fonte incomum de raio-X que gira de um ponto para outro.